# Теймураз II
Теймураз II (груз. თეიმურაზ II; 1700 — 8 января 1762) — царь Кахети (1733—1736, 1737—1744), затем Картли (1744—1762). Из династии Багратионов. Поэт-лирик. Сын царя Картли и Кахетии Ираклия I.
В 1744 году царём Кахети стал сын Теймураза II — Ираклий II, что практически объединило Восточную Грузию.
Борясь за объединение Восточной Грузии, искусно утверждал свою власть при содействии Надир-шаха. Во внешней политике в основном ориентировался на Россию.
В 1761 году прибыл в Санкт-Петербург, чтобы побудить русское правительство к поддержке Восточной Грузии во взаимоотношениях с Ираном. Цели не достиг — Россия была занята Семилетней войной. Умер в Санкт-Петербурге, похоронен в Астрахани.

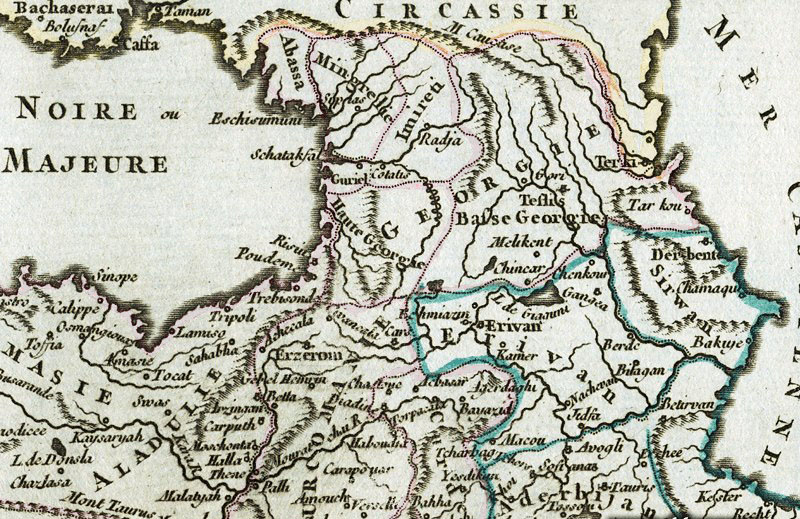
Грузия в первой половине 18-го века. Фрагмент из карты Роберта Вогонди. Париж, 1748.

## Биография
В 1711 году кахетинский царь Давид II (Имам Кули-хан) (1709—1722) отправился ко двору иранского шаха в Исфахан. Давид оставил своим наместником в Кахетии младшего брата Теймураза. В 1711—1715 годах во время отсутствия своего старшего брата Давида II царевич Теймураз был наместником в Кахетии. В 1712 году женился в Тифлисе на Тамаре (1697—1746), дочери царя Картли Вахтанга VI.
В ноябре 1722 года в Магаро скончался царь Кахетии Давид II (Имам Кули-хан). После смерти Давида на кахетинский царский престол стали претендовать его братья Теймураз и Махмад Кули-хан (Константин), который находился при дворе иранского шаха. Некоторые кахетинские вельможи поддерживали кандидатуру Теймураза, а другие — его брата Константина (Махмад Кули-хана). Вначале правителем царства стал Теймураз, который начал править при помощи жены своего покойного брата Имам Кули-хана. Дагестанские горцы совершали многочисленные и разорительные набеги на кахетинские владения, грабя, убивая и захватывая в плен местное население. В 1722 году дагестанцы в очередной раз вторглись в Кахетию и разорили Тианети. Теймураз собрал кахетинское войско и выступил против противника, нанеся поражение горцам. Кахетинцы осадили и взяли укрепление горцев, перебили много врагов и отобрали захваченную добычу.

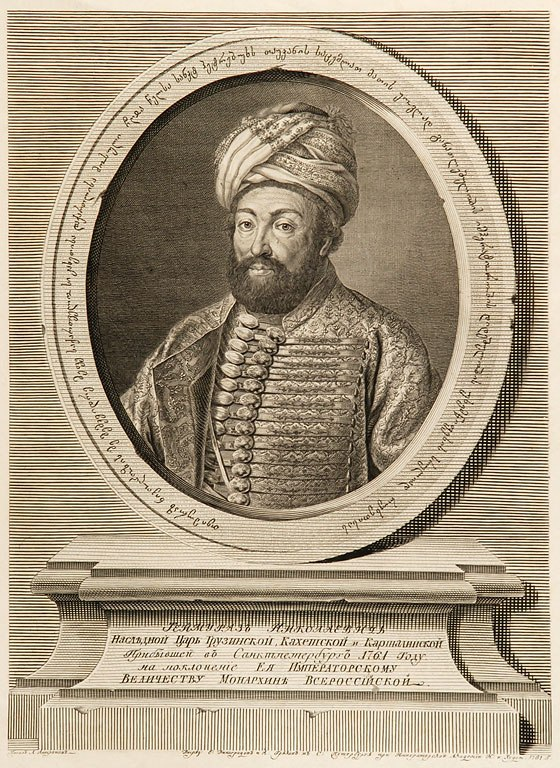
Портрет грузинского царя Теймураза II Николаевича, кисти Ефим Григорьевич Виноградов и Алексей Ангильевич Греков, 1761 г.

В 1722 году персидский шах назначил новым царём Кахетии Константина II (Махмад Кули-хана), старшего брата Теймураза. В том же 1722 году кахетинский царь Константин II начал войну из-за Газахского ханства с царём Вахтангом VI. Во время войны царевич Теймураз был верным сподвижником и помощником своего старшего брата, кахетинского царя Константина II. Вначале Теймураз был отправлен Константином с мирными предложениями к царю Картли Вахтангу VI. Вскоре картлийское войско под командованием царевичей Бакара и Иессе, сына и брата Вахтанга, вторглось в Кахетию и опустошило Сагурамо. Махмад Кули-хан отправил против картлийцев войско под командованием младшего брата Теймураза. Через некоторое время царь Картли Вахтанг VI и царь Кахетии Константин II заключили мирный договор. Царевич Теймураз во главе кахетинской делегации был отправлен в Тифлис, столицу Картли, где подписал мирный договор.
В 1723 году персидский шах Тахмасп II, изгнанный афганцами из Исфахана и укрепившийся в Северном Иране, назначил кахетинского царя Константина II царём Картли вместо Вахтанга VI. Константин с кахетинским войском вторгся в Картли и в мае при помощи дагестанцев захватил Тифлис. Царевич Теймураз смог взять город Мцхету, где укрепился. Вахтанг и его старший сын Бакар отступили в район Гори. Верхнее Картли сохранило верность своему законному царю Вахтангу. Константин отправил в поход на Верхнее Картли войско под командованием своего младшего брата Теймураза.
Весной 1723 года в Восточную Грузию вторглась большая турецкая армия под командованием эрзурумского паши Ибрагима. Картлийский царь Вахтанг в знак покорности отправил в турецкий лагерь сына Бакара и брата Иессе. Кахетинский царь Константин также вскоре прибыл к эрзурумскому паше и передал ему ключи от Тбилиси. 12 июня турецкая армия вступила в Тифлис, столицу Картли. Турки-османы оккупировали Картлийское царство. Махмад Кули-хан (Константин) был взят ими в плен, откуда вскоре бежал при помощи царевича Бакара. Горцы Дагестана продолжали совершать разорительные набеги на Кахетию. Махмад Кули-хан с семьёй бежал в Тианети, а Теймураз укрылся в Ананури. Дагестанцы осадили Ананури, но были отражены кахетинцами. В 1724 году Теймураз был отправлен Константином на переговоры с новым царем Картли Иессе в Мцхету.
В декабре 1732 года кахетинский царь Константин II был приглашен на переговоры и вероломно убит по приказу ахалцихского паши Юсуфа. Турки-османы оккупировали Кахетинское царство. После гибели Константина новым царём Кахетии стал его младший брат Теймураз II. Теймураз отступил из разоренной Кахетии в область Пшави. Оттуда он собирался выехать в Россию, но кахетинцы его не отпустили. В 1733 году царь Теймураз прибыл из Пшави в столицу Кахетии — Телави. Вскоре кахетинский царь Теймураз II отправился в Тифлис, где встречался с турецким наместником и ахалцихским пашой Исхаком. Теймураз и Исхак-паша заключили мирное соглашение, по условиям которого Теймураз признавал свою вассальную зависимость от Османской империи.
В 1734 году Исхак-паша отправил турецкое войско в поход на Кахетию. Турки-османы вступили в область Кисики, но кахетинцы под командованием моурава Абеля разгромили противника. В том же 1734 году кахетинский царь Теймураз II во главе посольства отправился с поклоном в лагерь иранского полководца Надир-шаха в Гянджу. Тогда Кахетию посещал русский посланник, князь Сергей Голицын, который провёл переговоры с Теймуразом. Вскоре Надир-шах прислал к царю Теймуразу большое войско, приказав ему выступить в поход против дагестанцев. Теймураз II во главе ирано-кахетинской армии опустошил Чарскую область, разрушил крепости горцев и сторожевые башни. Затем по приказу Надир-шаха кахетинский царь Теймураз прибыл к нему на поклон в Эривань. Надир-шах приказал арестовать Теймураза и во главе огромной армии выступил в поход на Восточную Грузию. Однако Теймураз смог бежать из плена и ушёл в Телави. Персидские войска опустошили Картли и Кахетию. Турки-османы сдали Надир-шаху Тифлис. Надир-шах пощадил Тифлис, но другие города и крепости Картли были разорены и сожжены. Большое количество грузинского населения было истреблено и переселено в отдаленные иранские провинции. После отступления Надир-шаха в Персию царь Теймураз вернулся в Кахетию. Вскоре тбилисский наместник Сефи-хан пригласил кахетинского царя Теймураза к себе на переговоры, обещая заключить с ним перемирие и утвердить его на царском троне в Кахетии. Теймураз прибыл в Гори, где иранский наместник вначале принял его с почестями, а затем арестовал и вместе с пленными грузинами отправил к Надир-шаху в Исфахан. Иранский шах Надир-шах принял Теймураза в столице с почестями, а затем взял его с собой в поход на Афганистан. Надир-шах потребовал от кахетинского царя Теймураза, чтобы он вызвал к себе своего старшего сына Ираклия и дочь Кетеван, а взамен обещал утвердить Теймураза на царстве в Кахетии и разрешить ему вернуться на родину. Теймураз вынужден был вызвать сына и дочь к Надир-шаху. Иранский шах взял Ираклия с собой в индийский поход, а Кетеван выдал замуж за своего племянника Али Кули-хана. Кахетинский царь Теймураз II получил разрешение вернуться в Кахетию.
В 1736 году во время отсутствия Теймураза Надир-шах назначил своим наместником и новым царём в Кахетии его племянника Александра (Назар Кули-хана), сына Давида II. В 1737 году Назар Кули-хан, не пользовавшийся поддержкой кахетинской знати, вынужден был покинуть Кахетию и удалился в Иран, участвовал в военной кампании Надир-шаха в Афганистане и погиб под Кандагаром.
В 1738 году кахетинский царь Теймураз вернулся из Афганистана в Кахетию. Надир-шах утвердил за Теймуразом кахетинский царский престол. Однако Теймураз вынужден был повиноваться иранскому наместнику в Тифлис.
В 1739 году Теймураз во главе картли-кахетинского войска участвовал в неудачном походе азербайджанского наместника Ибрагим-хана (брата Надир-шаха) в Дагестан. 32-тысячная персидская армия была разгромлена горцами в битве недалеко от города Джаника. Ибрагим-хан и Угурлу-хан Гянджинский были убиты. Дагестанцы разгромили персидскую армию и преследовали её остатки до реки Алазани. Кахетинский царь Теймураз с грузинским вспомогательным войском смог благополучно и без потерь вернуться домой.
В 1738 году после завершения индийской кампании Надир-шах отпустил кахетинского царевича Ираклия, старшего сына Теймураза, к отцу в Кахетию. Теймураз женил своего сына Ираклия на Кетеван Орбелиани.
В 1741 году иранский шах Надир прибыл в Азербайджан, приказав кахетинскому царю Теймураза прибыть к себе на поклон в Ардебиль. Теймураз приехал в Ардебиль, где был принят Надир-шахом, который вручил ему командование иранским войском и отправил в поход на Дагестан, против чарцев (джарцев). Джарская область была опустошена и разорена, большое количество местных жителей было перебито и взято в плен. После успешной дагестанской кампании кахетинский царь Теймураз был отпущен Надир-шахом в Кахетию.
В том же 1741 году Надир-шах освободил из плена знатного картлийского сановника Гиви Амилахвари, передав ему во владение Ксанское эриставство и назначив его «векилом» (уполномоченным) Картли. Гиви Амилахвари вернулся в Грузию и предложил Теймуразу освободиться от вассальной зависимости от Надир-шаха, но царь Кахетии отказался. Тогда Гиви Амилахвари отправил донос на Теймураза тбилисскому наместнику, который собрался в поход против дагестанцев и призвал кахетинского царя принять в нём участие. Теймураз сообщил тбилисскому хану-наместнику, что не приедет к нему в Картли, а соединится с ним, когда он вступил в Кахетию. В ответ тбилисский наместник совершил карательный поход на Кахетию и разорил Сагареджо, пленив местных жителей. Тбилисский хан отправил Надир-шаху донос на кахетинского царя Теймураза. Надир-шах, находившийся тогда в Дагестане, призвал Теймураза прибыть к себе в Дербент. Кахетинский царь Теймураз прибыл на поклон к Надир-шаху, был им пожалован и награждён. По требованию Надир-шаха Теймураз вынужден был вызвать к себе в Дербент свою жену Тамару, которая была оставлена в качестве заложницы. Надир-шах одарил Теймураза и разрешил ему вернуться в Кахетию. Теймураз благополучно проехал через Дагестан и прибыл в свою столицу — Телави.
Затем кахетинский царь Теймураз присоединил к своим владениям Арагвское и Ксанское эриставства (княжества). В 1743 году подданные умертвили эристава Бежана Арагвского и добровольно признали верховную власть Теймураза. В 1744 году кахетинский царь Теймураз выступил против своего врага, ксанского эристава Гиви Амилахвари. Сам Гиви Амилахвари бежал из своих владений. Реваз, двоюродный брат Гиви, сдал все крепости Ксанского эриставства царю Теймуразу.
В 1744 году ахалцихский паша Юсуф-паша с 15-тысячной турецкой армией вторгся в Восточную Грузию. Юсуф-паша вступил в Картли, где к нему присоединился Гиви Амилахвари. Тбилисский хан-наместник призвал на помощь кахетинского царя Теймураза. Тифлисский хан и кахетинский царь соединили свои силы и расположились в Гори. Теймураз и тбилисский наместник выступили против турок, но потерпели поражение и отступили назад в Гори. Ахалцихский паша подступил к Гори и осадил город. Юсуф-паша с главными силами осадил Гори, отправил часть войска с богатой казной к горцам в Дагестан. Теймураз, узнав о разделении турецкой армии, сообщил об этом своему сыну Ираклию, который успел собрать войско и напал на турок на берегу Арагви. Ираклий разгромил турецкий корпус и захватил казну. Юсуф-паша, узнав о поражении, поспешно снял осаду с Гори и отступил в Ахалцихе.
В том же 1744 году Надир-шах назначил кахетинского царя Теймураза царём Картли, а его сына Ираклия — царём Кахетии.
В 1745 году картлийский царь Теймураз вместе с ирано-грузинским войском осадил Гиви Амилахори, укрывавшегося в Сурамской крепости. Гиви Амилахвари был взят в плен и отправлен ко двору Надир-шаха в Иран, где принял ислам.
В 1747 году иранский правитель Надир-шах наложил огромную дань на вассальные Картлийское и Кахетинское царства. Царь Теймураз II отправился в Иран на поклон к Надир-шаху, чтобы попытаться убедить его отменить грабительскую дань. При этом он оставил своего сына Ираклия своим наместником в Картли.
Однако 19 июня 1747 года Надир-шах был убит заговорщиками в Хорасане. После гибели Надир-шаха в Иранском государстве началась длительная гражданская война за шахский престол между различными претендентами. Вначале власть захватил Али-Кули-хан (племянник Надир-шаха), который занял шахский престол под именем Адиль-шаха. Адиль-шах был женат на грузинской царевне Кетеван, дочери кахетинского царя Теймураза. Адиль-шах благосклонно принял своего тестя Теймураза и отменил грабительские налоги, введенные его дядей Надир-шахом. В Иране Теймураз II провел два года. В следующем 1748 году против Адиль-шаха выступил его родной брат Ибрагим-хан, назначенный наместником Исфахана. В сражении при Саман-архы Ибрагим-хан разгромил армию своего брата Адиль-шаха, который бежал в Тегеран, где был схвачен и ослеплен, а затем и казнен. Ибрагим-хан провозгласил себя шахом Ирана под именем Ибрагим-шаха в Тебризе. В октябре того же 1748 года в Мешхеде шахом был провозглашен Шах-Рух, внук Надир-шаха. Ибрагим-шах выступил в поход против на Мешхед, но большая часть его войска перешла на сторону Шах-Руха. Ибрагим-шах остался без войска и бежал, но был схвачен и убит в декабре 1748 года.
После гибели Надир-шаха объявили о своей независимости бывшие персидские ханы-наместники в Азербайджане и Армении. Гянджинский наместник Шахверди-хан, объявив себя ханом, собрал войско и совершил поход на Грузию. Шахверди-хан подступил к Тифлису, но кахетинский царь Ираклий разгромил его и изгнал из грузинских владений.
В 1748 году князья Бараташвили подняли восстание против Ираклия и призвали на помощь иранцев. Ираклий подавил мятеж князей Бараташвили. Затем Ираклий начал борьбу против своего родственника Абдуллаха-бега (Арчила), сына прежнего картлийского царя Иессе. В 1736—1737 годах Абдуллах-бег, назначенный Надир-шахом, был иранским наместником и царём Картли. Позднее Теймураз передал Абдуллах-бегу во владение области Сомхити и Сабаратиано. В 1748 году Абдуллах-бег (Арчил), воспользовавшись отсутствием Теймураза, уехавшего в Иран, заключил соглашение с иранским комендантом Тифлиса Дура-ханом и решил захватить картлийский царский трон, ранее принадлежавший его отцу Иессе. Азербайджанский наместник Амир-Аслан-хан прислал Абдуллах-бегу большое войско. Кахетинский царь Ираклий, собрав небольшое войско, разгромил превосходящие силы противника. Затем Ираклий занял Тифлис и окончательно изгнал из столицы иранский гарнизон. Также Ираклий дважды разгромил горцев, совершавших систематические разорительные набеги на Восточную Грузию.
Осенью 1749 года картлийский царь Теймураз II вернулся из Ирана в Грузию. Он и его сын кахетинский царь Ираклий, воспользовавшись смертью Надир-шаха и гражданской войной в Иране, стали проводить активную внешнюю политику. Эриванское, Гянджинское и Нахичеванское ханства признали свою вассальную зависимость от Грузии.
Иранский военачальник Мухаммад Хасан-хан Каджар, подчинивший своей власти провинции Астрабад, Мазендаран и Гилян, двинулся в поход на Эриванское ханство и осадил Эривань. Эриванцы обратились за помощью к картлийскому царю Теймуразу II. Теймураз с грузинским войском выступил на помощь осаждённому городу. Впереди себя Теймураз II выслал авангард под командованием своего сына и кахетинского царя Ираклия II, который разгромил войско противника. Мухаммад Хасан-хан Каджар бежал в крепость Хортураб. Ираклий осадил крепость и взял в плен Мухаммада Каджара, представив его своему отцу. Теймураз принял Мухаммада Хасан-хана с почестями и освободил из плена. Картлийский царь Теймураз наложил дань на Эриванское ханство. Затем Теймураз II выступил на помощь гянджинскому хану Шахверди-хану. Карабахский хан Панах Али-хан Джаваншир осадил Гянджу. При приближении грузинского войска карабахский хан снял осаду и стал отступать. Картлийский царь Теймураз начал преследовать Панах Али-бека, настиг и разгромил его в сражении. Оказав помощь Гяндже, Теймураз II заключил союз с шекинским ханом Гаджи Челеби. Союзники предприняли совместный военный поход на Джарскую область, чтобы отомстить горцам Дагестана за их многочисленные набеги на грузинские владения. Однако вероломный шекинский хан Гаджи Челеби изменил картлийскому царю Теймуразу, соединился с дагестанцами и разгромил грузинское войско.
В 1751 году иранский военачальник Азат-шах Афган, укрепившийся в Азербайджане, предпринял поход на Эриванское ханство и осадил Эривань. Эриванский хан вторично обратился за помощью к грузинскому царю Теймуразу II. Он отправил на помощь ереванцам своего сына и кахетинского царя Ираклия вместе с небольшим войском. Ираклий II разгромил превосходящие силы Азат-шаха в битве у Кирбулахи (под Эриванем) и вынудил его отступить в Азербайджан.
В 1752 году гянджинский хан Шахверди поднял восстание и отказался платить дань картлийскому царю Теймуразу. Последний вместе со своим сыном Ираклием, царём Кахетии, и грузинским войском выступил в поход на Гянджу. Шахверди-хан заключил военный союз с шекинским ханом Гаджи Челеби, который собрал большое войско из ширванцев и дагестанцев, прибыл под Гянджу и разгромил грузинское войско. Теймураз и Ираклий]э, потерпев поражение от превосходящих сил противника, вернулись в Грузию. Шекинский хан Гаджи Челеби организовал ответный поход на Грузию. Ага-Киши-бек, сын Гаджи Челеби-хана, вместе с большим войском, состоящим из дагестанцев, ширванцев, дербентцев и гянджинцев, вторгся в Грузию и подступил к окрестностям Тифлиса. Картлийский царь Теймураз II, собрав своё войско и соединившись с войском своего сына Ираклия, царя Кахетии, выступил против неприятеля. В сражении цари Теймураз и Ираклий лично командовали своими воинами. Ага-Киши-бек был разгромлен и отступил в Шеки. Грузины преследовали разбитого противника в течение пятидесяти вёрст.
В 1752 году картлийский царь Теймураз II отправил посольство с дарами в Россию. Во главе грузинского посольства находился Афанасий Тбилел.
В 1754 году аварский хан Мухаммад-нуцал IV вторгся в Грузию и осадил крепость Мчадиджвари. Картлийский царь Теймураз II собрал войско, разгромил и изгнал противника. В 1755 году кахетинский царь Ираклий II в битве у Кварели окончательно разбил войско дагестанцев.
Туркменские племена, кочевавшие на территории Грузии, переселились в Армению. Картлийский царь Теймураз II отправил своего сына Ираклия II с войском в Эриванское ханство, он заставил туркмен вернуться на прежние кочевья и наложил штраф на эриванцев, разрешившим туркменам переселиться в свои владения.
Гянджинский, карабахский, эриванский, карадагский и нахичеванский ханы, опасавшиеся своего усилившегося шекинского хана Хаджи Челеби, заключили союз с царём Кахетии Ираклием II. Последний организовал вблизи Гянджи совещание, на которое прибыли Шахверди-хан гянджинский, Панах-хан карабахский, Казим-хан карадагский, Гусейн-Али-хан эриванский и Хайдар-Кули-хан нахичеванский. Во время переговоров грузинские отряды, укрывшиеся в засаде, окружили и захватили в плен пятерых ханов вместе с их свитой. Шекинский правитель Хаджи-Челеби-хан, узнав о заговоре Ираклия II, собрал войско и стал преследовать Ираклия, напал на него и разбил в битве у р. Акстафачай, освободив всех пленных ханов. Хаджи Челяби-хан вторгся в грузинские владения, где захватил казахский и борчалинский районы, оставив там своего сына Ага-Киши-бека. Кабардинские князья прислали на помощь Ираклию более двух тысяч воинов, с помощью которых он вынудил Ага-Киши-бека отступить в Шеки.
В 1758 году картлийский царь Теймураз II, кахетинский царь Ираклий II и имеретинский царь Соломон I Великий заключили между собой военно-политический союз. В том же 1758 году в Грузию вторглись турки-османы из Ахалцихе и горцы из Дагестана. Турецкое войско, разделившись на два отряда, осадила крепости Атоци и Авнети. Картлийский царь Теймураз II собрал своё войско и обратился за помощью к царю Имеретии Соломону Великому. Теймураз и Соломон, объединив свои силы, разгромили турецкий отряд, осаждавший крепость Атоци. Турки обратились в бегство и бросили захваченную добычу. Второй турецкий отряд прекратил осаду Авнети и также отступил в Ахалцихе.
В 1760 году картлийский царь Теймураз II, опасавшийся Азат-шаха Афгана, укрепившегося в Северном Иране и Азербайджане, выехал в Россию, чтобы просить помощи у императрицы Елизаветы Петровны. Российская империя, воевавшая с Пруссией, не смогла оказать военно-политической поддержки Грузии. Грузинского царя наградили орденом Андрея Первозванного, но посылать войска на Кавказ отказались. 8 января 1762 года картлийский царь Теймураз II скончался в Санкт-Петербурге. После смерти своего отца Теймураза его сын Ираклий II объединил под своей властью Картли-Кахетинское царство.

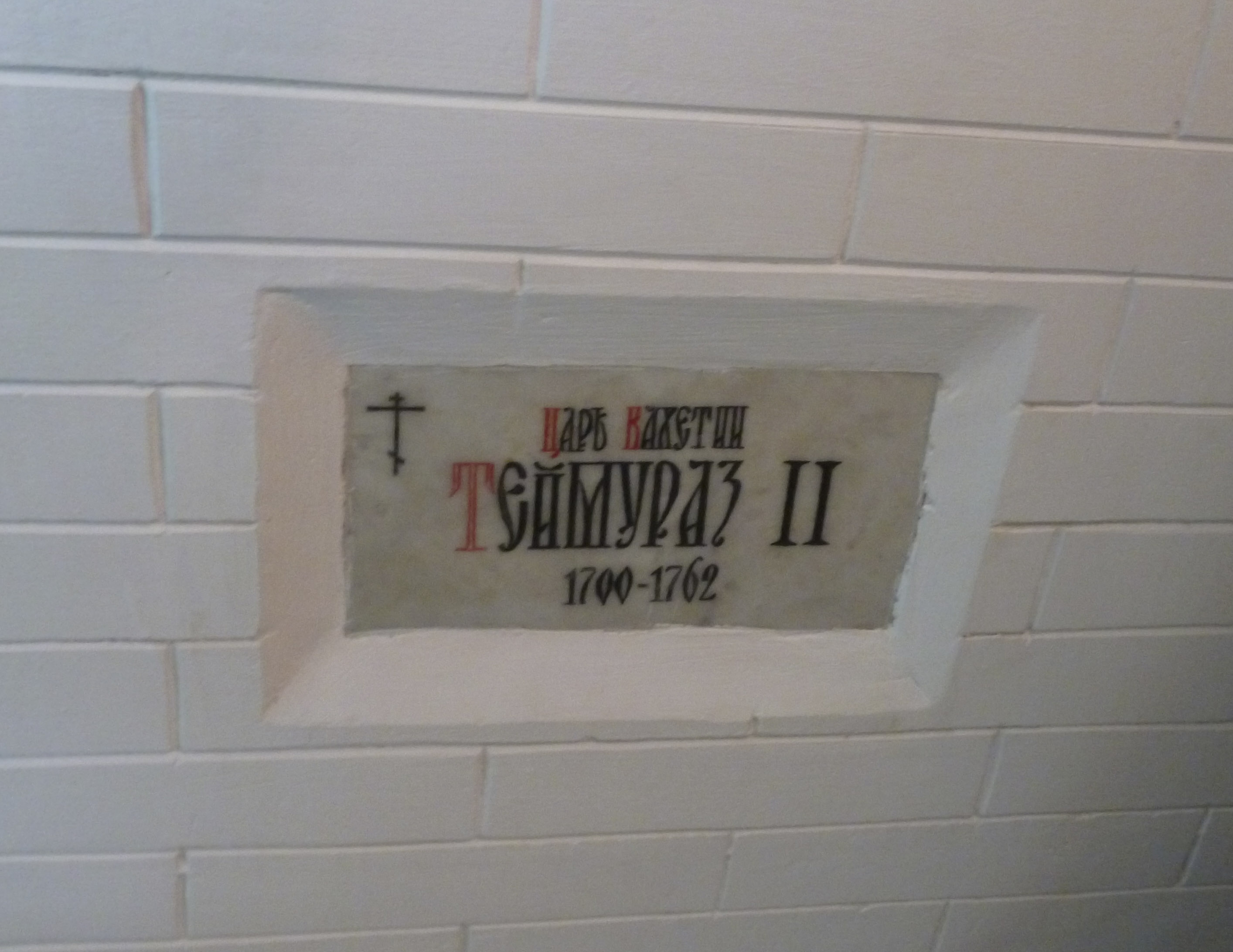
Могила Теймураза II в подклете Успенского собора Астрахани

## Творчество
Теймураз II продолжал творческие пути частью своего прадеда Теймураза I, частью — Арчила II. Из его произведений выделяется поэма «Спор (прения) между днём и ночью», в котором подробно описываются быт и нравы высшего феодального общественного слоя. «Восхваление плодов» Теймураза типичный образец развлекательной поэзии. Этим жанром увлекались многие грузинские поэты XVII—XVIII веков. В 1760 году, находясь с дипломатической миссией в Петербурге, Теймураз воспел в любовных стихах русскую красавицу Варвару Александровну Бутурлину. В подражание Арчилу Теймураз сочинил «Собеседование с Руставели». Ему же принадлежит перевод на грузинский язык книги «Синдбад».

## Личная жизнь
Теймураз II был трижды женат. Его первой женой была Тамара, дочь Баадура, брата Гиоргия эристава Арагвского, с которой он не имел детей и развелся в 1710 году.
В феврале 1712 года вторично женился на Тамаре Картлийской (1697—1746), дочери царя Картли Вахтанга VI. Дети от второго брака: Ираклий (1720—1798), царь Картли-Кахетинского царства (1762—1798), Давид (ум. 1729), Иоанн (ум. 1736), Соломон (1747—1749), Кетеван, жена с 1737 года шаха Ирана Адиль-шаха (1747—1748), Елена (ум. 1743), жена князя Зазы Панаскертели, Анна, жена с 1744 года князя Деметрия Орбелиани.
В 1746 году в третий раз женился на Анне Бараташвили (1734—1784), дочери князя Бежана Бараташвили и вдове князя Кайхосро Цицишвили. Дети: Тамара (род. 1749) и Елизавета (1750—1770).